# Bistum San Nicolás de los Arroyos
Das Bistum San Nicolás de los Arroyos (lateinisch Dioecesis Sancti Nicolai de los Arroyos, spanisch Diócesis de San Nicolás de los Arroyos) ist eine in Argentinien gelegene römisch-katholische Diözese mit Sitz in San Nicolás de los Arroyos. 

## Geschichte
Das Bistum San Nicolás de los Arroyos wurde am 3. März 1947 durch Papst Pius XII. mit der Päpstlichen Bulle Maxime quidem iuvat aus Gebietsabtretungen des Erzbistums La Plata und des Bistums Mercedes errichtet. Das Bistum gab am 11. Februar 1957 Teile seines Territoriums zur Gründung des Bistums San Isidro ab und am 27. März 1976 trat es Teile seines Territoriums zur Gründung des Bistums Zárate-Campana ab. Das Bistum San Nicolás de los Arroyos ist dem Erzbistum Rosario als Suffraganbistum unterstellt.

## Bischöfe von San Nicolás de los Arroyos
- Silvino Martínez, 1954–1959, dann Bischof von Rosario
- Francisco Juan Vénnera, 1959–1966
- Carlos Horacio Ponce de Léon, 1966–1977
- Fortunato Antonio Rossi, 1977–1983, dann Erzbischof von Corrientes
- Domingo Salvador Castagna, 1984–1994, dann Erzbischof von Corrientes
- Mario Luis Bautista Maulión, 1995–2003, dann Erzbischof von Paraná
- Héctor Sabatino Cardelli, 2004–2016
- Hugo Norberto Santiago, seit 2016